# BBC Master

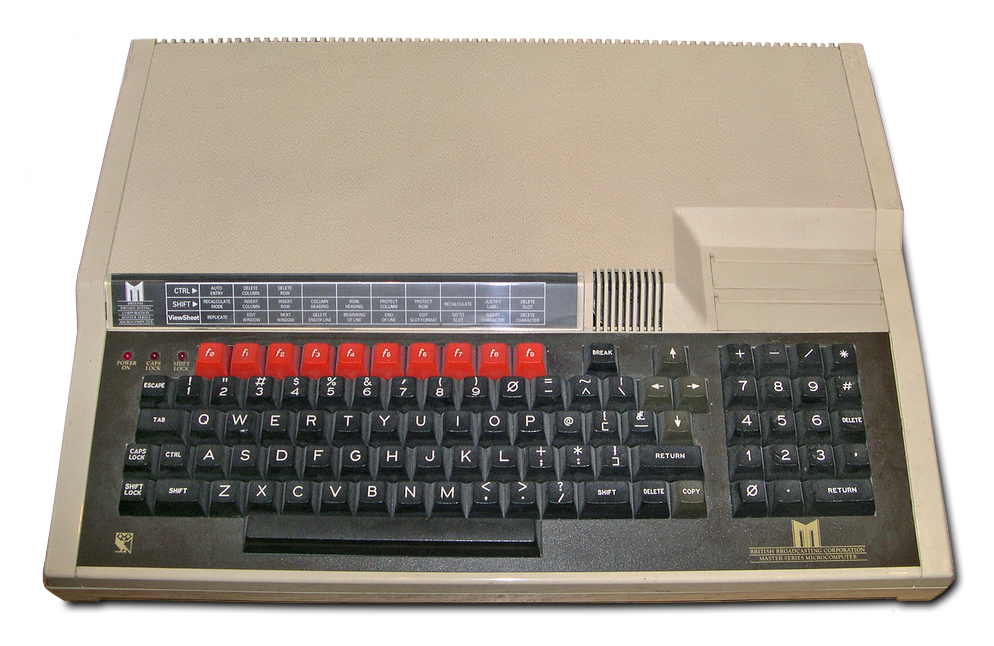
Acorn BBC Master

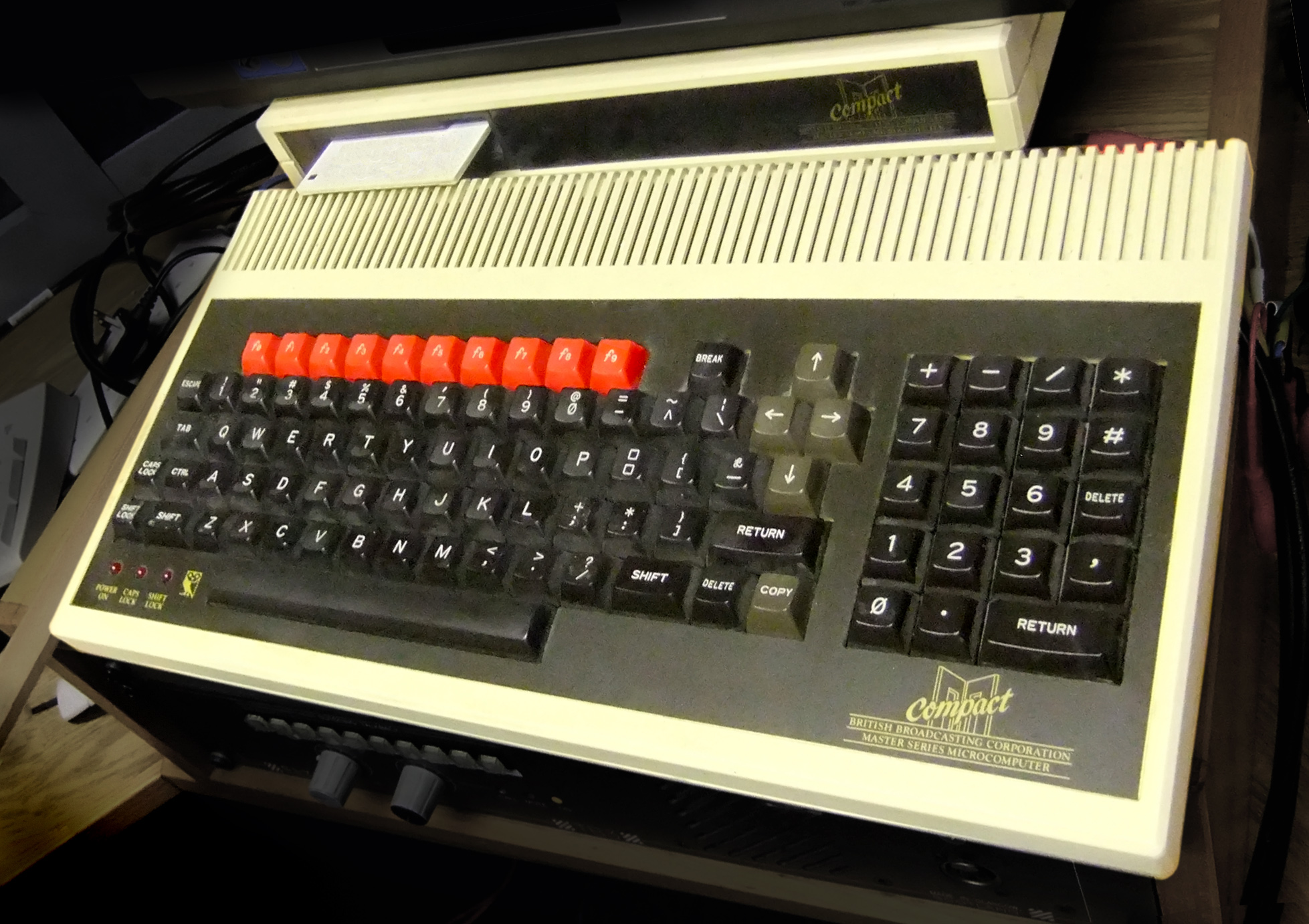
BBC Master Compact

BBC Master var en datorserie från Acorn. Första modellen kom ut på marknaden i januari 1986. Totalt ingick 3 datorer i serien; BBC Master 128, BBC Master Compact och BBC Master 512.